# Indiai mezeipacsirta
Az indiai mezeipacsirta vagy keleti pacsirta (Alauda gulgula) a madarak osztályának verébalakúak (Passeriformes) rendjébe és a pacsirtafélék (Alaudidae) családjába tartozó faj.

## Előfordulása
Kazahsztán, Türkmenisztán, Tádzsikisztán, Üzbegisztán, Afganisztán, Bahrein, Banglades, Bhután, Kambodzsa, Kína, India, Irán, Izrael, Laosz, Mianmar, Nepál, Pakisztán, a Fülöp-szigetek, Srí Lanka, Tajvan, Thaiföld, az Egyesült Arab Emírségek és Vietnám területén honos.

## Megjelenése
Testhossza 16 centiméter.

## Életmódja
Tápláléka magvakból és rovarokból áll.